# Мирамар филм
„Мирамар филм“ ООД е българска продуцентска компания със седалище в София.
Основана е през 2001 г. от Илиян Джевелеков, Матей Константинов и Георги Димитров. Продуцира игрални, документални и анимационни филми: „Дзифт“ (2008) с режисьор Явор Гърдев, „LOVE.NET“ (2011) и “Вездесъщият“ (2017) с режисьор Илиян Джевелеков, Чума с режисьор Иван Владимиров, и телевизионния сериал „Порталът“ (2021).